# Weißenbrunn
Weißenbrunn è un comune tedesco di 3 091 abitanti, situato nel land della Baviera.